# Desembarcament de Sidi Dris
El desembarcament de Sidi Dris fou una operació militar amfíbia realitzada el 12 de març de 1921 per la marina espanyola al protectorat espanyol al Marroc durant la guerra del Rif.
El general Manuel Fernández Silvestre, comandant general de Melilla, havia plantejat la penetració al Rif des d'aquest punt per tal de possibilitar futures operacions, ja que tant Alfrau com Sidi Dris eren els únics accessos marítims de la República del Rif per on rebien armes. Així, la columna del coronel Gabriel Morales Mendigutia, formada per dos mil soldats transportats als mercants Reina Victòria i Gandia, va desembarcar a Sidi Dris amb el suport de la canonera Lauria i un esquadró d'avions.
Aquestes dues operacions de desembarcament, juntament amb l'avanç terrestre des de Melilla, van permetre l'ocupació d'Annual i Igueriben. Aquestes posicions van ser assetjades per rifenys, fets que donarien lloc a la batalla d'Annual.